# Георги Пирински
Георги Георгиев Пирински е български политик от Българската комунистическа партия (БКП), а след 1990 г. от Българската социалистическа партия (БСП). Народен представител в VII велико народно събрание (1990 – 1991 г.), XXXVI народно събрание (1991 – 1994 г.), XXXVII народно събрание (1994 – 1997 г.), XXXVIII народно събрание (1997 – 2001 г.) и XXXIX народно събрание (2001 – 2005 година). Председател на XL народно събрание (2005 – 2009 г.) и заместник-председател на XLI народно събрание (2009 – 2013 година). В периода 2014 – 2019 г. е евродепутат.

## Биография
Пирински е роден в Ню Йорк в семейството на българския комунистически функционер и виден македонист Георги Пирински Старши и Полина Пиринска, словенска еврейка, която до 1970-те години е преподавател по американска литература в Софийския университет. Семейството му е експулсирано от Съединените щати през 1953 г.
Завършва средно образование през 1966 г. в 114-а гимназия с преподаване на английски език – София. Роденият в Ню Йорк младеж запазва американското си гражданство до 1974 г. и поради това не отбива военна служба в БНА. През 1972 г. Пирински завършва Висшия икономически институт „Карл Маркс“ в София. В периода 1972 – 1974 г. е научно-технически сътрудник в Института по международни отношения и социалистическа интеграция. От 1974 г. е служител в Министерството на външната търговия, като постепенно се издига в йерархията и през 1989 е първи заместник министър. Участва и в дейността на БКП и от 1986 г. е кандидат-член на нейния Централен комитет.
Смятан за близък до Андрей Луканов, Георги Пирински заема важни постове в БСП и нейните правителства след 10 ноември 1989 г. Той е заместник-председател на БСП (1990 – 1996), вицепремиер в правителството на Георги Атанасов и във второто правителство на Андрей Луканов, външен министър в правителството на Жан Виденов. В навечерието на тежката политическа и икономическа криза, довела до падането на правителството на Виденов, Пирински демонстративно напуска кабинета. През 1996 г. БСП прави опит да издигне кандидатурата му за президент с кандидат за вицепрезидент Иван Маразов, но ЦИК отказва да даде регистрация на двойката с аргумента, че Пирински не отговаря на изискването на член 93, ал. 2 от Конституцията „да има българско гражданство по рождение“.
Георги Пирински произнася през 2012 г. реч, възхваляваща делото на Георги Димитров и програмата на Отечествения фронт.

## Семейство
Георги Пирински е женен за Клавдия Илиева Кашева, дъщеря на генерал Илия Кашев – дългогодишен началник на Управление „Безопасност и охрана“ (УБО) (днес НСО) в Държавна сигурност. Семейството има две деца.

## Други
- В края на 2006 г., след среща с европейския комисар по данъчните и митническите въпроси Ласло Ковач, Пирински се обявява за хармонизиране на данъчното облагане в рамките на Европейския съюз, което според икономиста Красен Станчев би намалило възможностите на източноевропейските страни да привличат инвеститори с по-нисък данък върху печалбата.[6]